# Texas Rising
Texas Rising è una miniserie televisiva del 2015.
Gli eventi di cui parla la miniserie sono ambientati nel Texas, durante la Guerra d'indipendenza del Texas contro il Messico e di come furono creati i Texas Ranger.

## Trama
Introduzione di apertura: (narratore): 1836. Repubblica del Texas. Il territorio messicano ospita migliaia di coloni statunitensi. La tensione cresce mentre Comanche e Karankawa combattono per le loro terre. I fuorilegge scorrazzano liberi e gli schiavi si trovano tra due fuochi. Il generale messicano Santa Anna combatte per rivendicare i territori. Andrew Jackson, presidente degli Stati Uniti, esita a intervenire, e il Texas non ha altra scelta che dichiararsi una nazione indipendente. In inferiorità numerica, l'esercito della Repubblica del Texas del generale Sam Houston e la Compagnia dei Ranger di Steve Austin sono l'unica difesa contro la tirannia di Santa Anna. Il Texas è in fiamme, Alamo è in cenere. Pionieri, messicani, tejanos, indiani, soldati, non hanno scelta. Combattere o morire.

## Personaggi ed interpreti

### Rivoluzionari Texani
- Generale Sam Houston, interpretato da Bill Paxton, doppiato da Francesco Prando.
- Generale Antonio López de Santa Anna, interpretato da Olivier Martinez, doppiato da Christian Iansante.
- Deaf Smith, interpretato da Jeffrey Dean Morgan, doppiato da Marco Mete.
- Emily D. West, interpretata da Cynthia Addai-Robinson, doppiata da Giuppy Izzo.
- Moseley Baker, interpretato da Crispin Glover, doppiato da Roberto Stocchi.
- Presidente David G. Burnet, interpretato da Darby Hinton, doppiato da Lucio Saccone.
- Susanna Dickinson, interpretata da Alixandra von Renner, doppiata da Sara Ferranti.
- Colonnello James Fannin, interpretato da Rob Morrow, doppiato da Stefano Benassi.
- Colonnello George Hockley, interpretato da Geoffrey Blake, doppiato da Luigi Ferraro.
- Presidente Andrew Jackson, interpretato da Kris Kristofferson, doppiato da Gino La Monica.
- Henry Karnes, interpretato da Christopher McDonald, doppiato da Pasquale Anselmo.
- Mirabeau Lamar, interpretato da Chad Michael Murray, doppiato da Marco Vivio.
- Thomas Rusk, interpretato da Jeff Fahey, doppiato da Paolo Marchese.
- Juan Seguín, interpretato da Raúl Méndez, doppiato da Francesco Cavuoto.
- Colonnello Sidney Sherman, interpretato da Johnathon Schaech, doppiato da Guido Di Naccio.
- Generale José de Urrea, interpretato da Alejandro Bracho, doppiato da Mario Bombardieri.
- Generale Juan Almonte, interpretato da Antonio de la Vega, doppiato da Stefano Thermes.

### Texas Ranger
- John Coffee "Jack" Hays, interpretato da Max Thieriot, doppiato da Alessio Nissolino.
- William A. A. Wallace, interpretato da Robert Baker, doppiato da Fabrizio Dolce.
- Billy Anderson, interpretato da Brendan Fraser, doppiato da Fabrizio Pucci.
- Kit Acklin, interpretato da Trevor Donovan, doppiato da Francesco Venditti.
- Vern Elwood, interpretato da Rhys Coiro, doppiato da Massimiliano Plinio.
- Beans Wilkins, interpretato da Joe Egender, doppiato da Emiliano Coltorti.
- Gator Davis, interpretato da Stephen Taylor, doppiato da Alberto Bognanni.
- Soldato Ephraim Knowles, interpretato da Jeremy Davies, doppiato da Alessandro Quarta.

### Altri personaggi
- Lorca/Tom Mitchell, interpretato da Ray Liotta, doppiato da Massimo Corvo.
- Buffalo Hump, interpretato da Horacio Garcia Rojas.
- Truett Fincham, interpretato da Adam Hicks, doppiato da Niccolò Guidi.
- Samuel Wallace, interpretato da Jake Busey, doppiato da Alessandro Budroni.
- James Wykoff, interpretato da Thomas Jane, doppiato da Alessio Cigliano.
- Pauline Wykoff, interpretata da Sarah Jones, doppiata da Sara Ferranti.
- Rebecca Pitt, interpretata da Molly McMichael, doppiata da Roisin Nicosia.
- Colby Pitt, interpretato da Jacob Lofland, doppiato da Leonardo Caneva.
- Concepcion, interpretata da Olga Segura.
- Roy, interpretato da James Paxton, doppiato da Andrea Beltramo.
- Cole Hornfischer, interpretato da Courtney Gains, doppiato da Stefano Alessandroni.
- Manuel Flores, interpretato da Gerardo Taracena, doppiato da Davide Marzi.
- Impresario Buckley, interpretato da Robert Knepper, doppiato da Alessandro Messina.
- Doc Ewing, interpretato da Darrell Fetty, doppiato da Luciano Roffi.

## Puntate
| nº | Titolo originale     | Titolo italiano                                  | Prima TV USA   | Prima TV Italia   |
| -- | -------------------- | ------------------------------------------------ | -------------- | ----------------- |
| 1  | From the Ashes       | Dalle ceneri La rosa gialla del Texas            | 25 maggio 2015 | 14 settembre 2015 |
| 2  | Fate and Fury        | Nessuna resa, nessuna pietà L'angelo della morte | 26 maggio 2015 | 21 settembre 2015 |
| 3  | Blood for Blood      | Sangue chiama sangue Ricordate Alamo             | 1º giugno 2015 | 28 settembre 2015 |
| 4  | Vengeance Is Mine    | La vendetta è mia Il liberatore del Texas        | 8 giugno 2015  | 5 ottobre 2015    |
| 5  | Rise of the Republic | La collera del Signore L'alba della Repubblica   | 15 giugno 2015 | 12 ottobre 2015   |

## Produzione
La riprese della miniserie parte nel giugno 2014 a Durango in Messico. La serie è coprodotta da A+E Studios, ITV Studios America e Thinkfactory Media con Leslie Greif come produttore esecutivo.
L'attore Jeffrey Dean Morgan mangiò una lattina di tonno al giorno perdendo 18 kg per il suo ruolo come Deaf Smith.

## Distribuzione
Il primo teaser della miniserie viene diffuso il 25 gennaio 2015, durante la miniserie Sons of Liberty - Ribelli per la libertà, che rivela la data di trasmissione e la tagline: "Alamo non era la fine. Era l'inizio."
La serie va in onda in Australia dal 19 agosto 2015 su FX Australia.
In Italia è stata trasmessa in prima visione dal canale Sky Atlantic, della piattaforma satellitare Sky, dal 14 settembre al 12 ottobre 2015.